# Beasts of No Nation
Pour les articles homonymes, voir Beasts of No Nation (album).
Pour plus de détails, voir Fiche technique et Distribution.
Beasts of No Nation est un film américain réalisé par Cary Joji Fukunaga, sorti en 2015.
Il s'agit de l'adaptation du roman du même nom (dont le titre est lui-même tiré d'un album de Fela Kuti) publié en 2005 par l'auteur nigérian Uzodinma Iweala. Il est présenté en sélection officielle à la Mostra de Venise 2015 et dans divers festivals, et a la particularité, lors de sa sortie officielle aux États-Unis, d'avoir à la fois été projeté dans des cinémas et mis en ligne sur la plateforme de SVOD Netflix.

## Synopsis
Au Ghana, pays africain situé à l'Est de la Côte d'Ivoire, Agu est rattrapé par une guerre civile qu'il ne comprend pas. Devenu orphelin, il est happé par la guerre, qui le transforme en enfant soldat sous les ordres d'un charismatique et psychotique commandant d'une armée rebelle.

## Fiche technique
- Titre : Beasts of No Nation
- Réalisation : Cary Joji Fukunaga
- Scénario : Cary Joji Fukunaga, d'après le roman Beasts of No Nation d'Uzodinma Iweala
- Photographie : Cary Joji Fukunaga
- Montage : Mikkel E. G. Nielsen et Pete Beaudreau
- Musique : Dan Romer
- Production : Amy Kaufman, Cary Joji Fukunaga, Daniela Taplin Lundberg, Riva Marker, Daniel Crown, Idris Elba
- Sociétés de production : Red Crown Productions, Participant Media
- Sociétés de distribution : Netflix
- Pays de production : États-Unis
- Format : Couleurs - 35 mm - 2,35:1
- Genre : drame de guerre
- Durée : 136 minutes
- Budget : 6 000 000 $
- Langue originale : anglais, twi[2],[4]
- Dates de sortie :
  - Italie : 3 septembre 2015 (Mostra de Venise 2015)
  - États-Unis : 16 octobre 2015 (sortie nationale et Netflix)

Interdit aux moins de 12 ans en France

## Distribution
- Abraham Attah (VF : Kaycie Chase) : Agu
- Idris Elba (VF : Frantz Confiac) : le Commandant
- Emmanuel Nii Adom Quaye : Strika
- Ama K. Abebrese (VF : Fily Keita) : la mère
- Richard Pepple (VF : Jean-Baptiste Anoumon) : le père Friday
- Francis Weddey : le grand frère
- Kurt Egyiawan (VF : Jean-Michel Vaubien) : 2nd du Commandant
- Opeyemi Fagbohungbe : le sergent Gaz
- Andrew Adote : le deuxième lieutenant
- Jude Akuwudike (VF : Jean-Paul Pitolin) : le Supreme Commander Dada Goodblood
  - Voix additionnelles : Mohad Sanou, Jacky Tavernier, Rody Benghezala, Christophe Peyroux, Sidney Kotto, Namakan Koné, Bruno Henry, Eilias Changuel

## Accueil
Le film a été bien accueilli par la critique. Il totalise 91 % de critiques positives sur l’agrégateur Rotten Tomatoes, le consensus du site étant « Beasts of No Nation résulte de l'association entre le scénariste-réalisateur Cary Fukunaga et d'une talentueuse distribution pour nous offrir un film lucide et sans compromis sur les coûts humains d'une guerre absurde, sans se départir d'un soupçon d'espoir ». Le film affiche également un score de 79/100 sur Metacritic.

## Distinctions

### Récompenses
- Mostra de Venise 2015 : Prix Marcello-Mastroianni du meilleur espoir pour Abraham Attah
- National Board of Review Awards 2015 : Meilleur espoir pour Abraham Attah

### Nominations
- Festival international du film de Toronto 2015 : sélection « Special Presentations[2] »
- Festival du film de Londres 2015 : sélection officielle

- Golden Globes 2016 : meilleur acteur dans un second rôle pour Idris Elba
- Screen Actors Guild Awards 2016 :
  - Meilleur acteur dans un second rôle pour Idris Elba
  - Meilleure distribution